# SPVias
A SPVias , ou Rodovias Integradas do Oeste S.A., é a concessionária que administra e opera o Lote 20 do Programa de Concessão Rodoviária do governo do estado de São Paulo. Em 10 de fevereiro de 2000, a SPVias assumiu oficialmente o maior trecho da malha rodoviária: 505,68 quilômetros de extensão.
A SPVias foi incorporada ao Grupo CCR em agosto de 2010.
Rodovias administradas:
- SP-127 - Rodovia Antônio Romano Schincariol
- SP-255 - Rodovia João Mellão
- SP-258 - Rodovia Francisco Alves Negrão
- SP-270 - Rodovia Raposo Tavares
- SP-280 - Rodovia Castelo Branco